# Ideal (Georgia)
Ideal è una città degli Stati Uniti d'America, situata in Georgia, nella Contea di Macon.